# Uitbergenbrug
De Uitbergenbrug is een brug over de Schelde in de Belgische gemeente Uitbergen. De brug is een deel van de N442 en verbindt Uitbergen met  Wichelen.

## Eerste brug
In opdracht van  “Het bestuur Comité der brug over de Schelde te Uitbergen” werd in 1880 de veerboot over de Schelde tussen Wichelen en Uitbergen vervangen door een ijzeren draaibrug, ontworpen door Théophile Bureau, die tevens het in 1881 gebouwde huis ontwierp voor de brugwachter, die tegen betaling van  bruggeld door de schippers met mankracht de brug bediende.
De ontwerpplannen voor deze brug werden goedgekeurd in de gemeenteraad van 8 maart 1876.

## Tweede brug
Deze brug werd op 19 mei 1940 opgeblazen door de Belgische genietroepen en in 1941 door de Duitse bezetter vervangen door een ophaalbrug; toen ze zich in 1944 moesten terugtrekken vernielden ze deze. Pas in 1947 kon ze opnieuw in gebruik genomen worden.

## Derde brug
Deze ophaalbrug werd door een aanvaring in 1961 zo zwaar beschadigd dat men besloot om ze niet meer te herstellen, maar ongeveer 500 meter meer westwaarts in 1962 een nieuwe vaste brug te bouwen. Deze werd echter pas in 1963 in gebruik omdat de opritten niet eerder klaar waren.
De vernielde ophaalbrug werd in 1966 afgebroken.

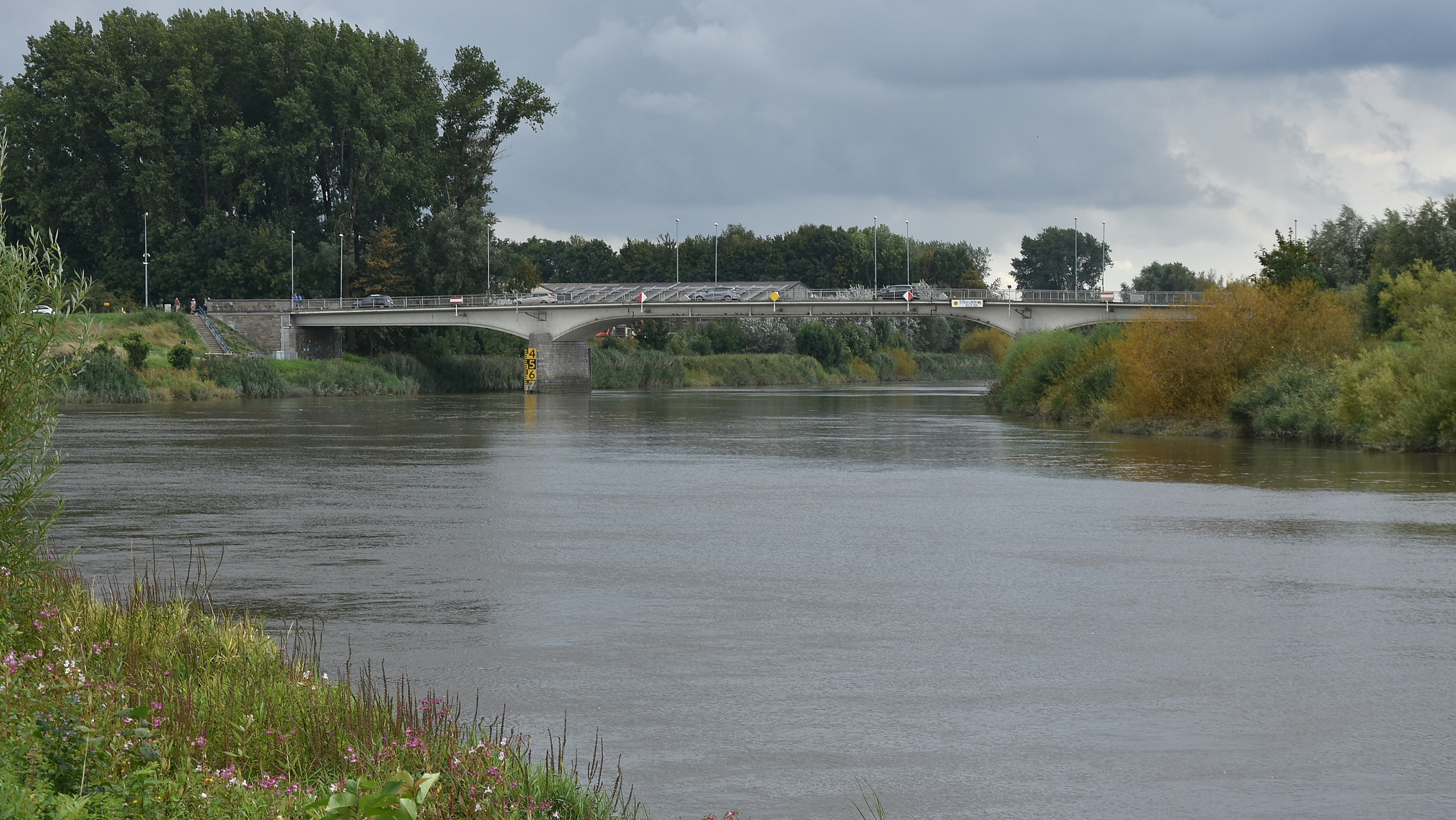
Derde brug (zicht vanaf Wichelen)

Westerscheldetunnel (weg) · Antigoontunnel (spoor) · Liefkenshoektunnel (weg) · Oosterweeltunnel (Lange Wapperbrug†) (weg/fiets) · Waaslandtunnel (weg) · Brabotunnel (premetro) · Sint-Annatunnel (voet/fiets) · Kennedytunnel (weg/fiets/spoor) · Scheldebrug (Antwerpen) (fiets/voet) · Temsebrug (weg + spoor) · Vlassenbroekbrug (weg) · Dendermondebrug (weg + spoor) · Schoonaardebrug (weg) · Uitbergenbrug (weg) · Scheldefietsbrug (Wetteren) · Wetterenbrug (weg) · Mellebrug (weg)